# Жирновск
Жирновск (рус. Жирновск) град је у Русији у Волгоградској области. Према попису становништва из 2010. у граду је живело 16872 становника.

## Становништво
| 1959. | 1970.  | 1979.  | 1989.  | 2002.  | 2010.  |
| ----- | ------ | ------ | ------ | ------ | ------ |
| 9.852 | 14.656 | 15.681 | 16.792 | 17.751 | 16.872 |